# Erlöser (Zürich-Riesbach)

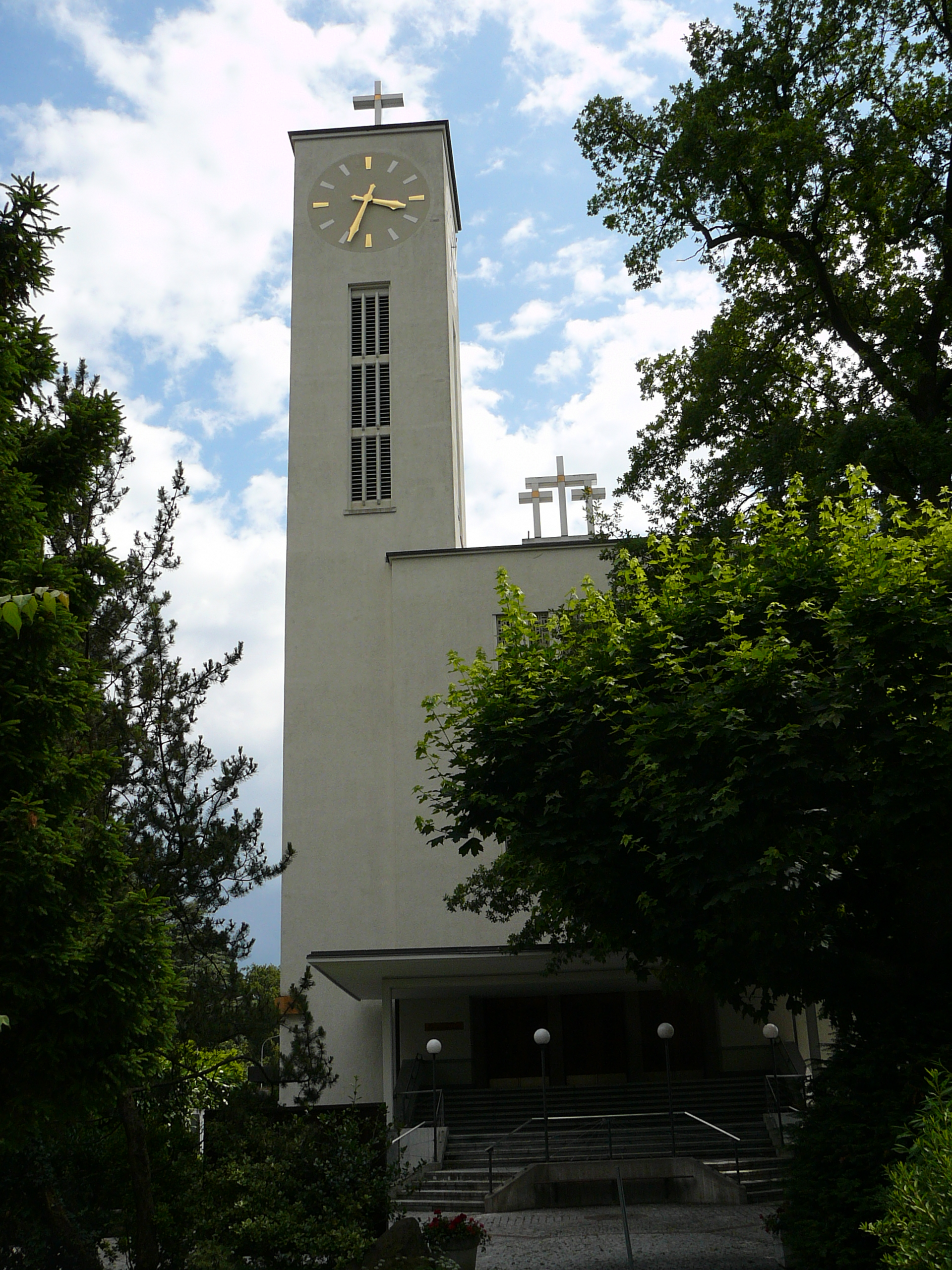
Erlöserkirche, Aussenansicht

Die Kirche Erlöser ist die römisch-katholische Pfarrkirche des Zürcher Stadtteils Riesbach. Sie wurde im Stil des Neuen Bauens errichtet.

## Geschichte
Die Pfarrei Erlöser ist eine Tochterpfarrei von St. Anton (Hottingen). Die rasche Zunahme der Wohnbevölkerung im Quartier Riesbach liess nach dem Ersten Weltkrieg das Bedürfnis nach einer eigenen Kirche wachsen. Da im Jahr 1933, das von der katholischen Kirche zu Ehren Jesu Christi als Erlöser der Menschheit gefeiert wurde, der Kultusverein von St. Anton einen Baugrund an der Zollikerstrasse für den Bau einer neuen Kirche im Quartier Riesbach kaufen konnte, wurde diese Erlöserkirche genannt.
Auf diesem Baugrund im historischen Kern von Riesbach stand zunächst noch das Haus «Altenhof», in dem sich einst ein Gasthaus befunden hatte. In diesem Haus entstand bereits im Jahr 1933 eine Seelsorgestation samt Notkirche, die im Gewölbekeller des Hauses eingerichtet wurde.
Der Bischof von Chur, Laurenz Matthias Vincenz, legte am 21. Februar 1937 den Grundstein für den Bau der Kirche. Diese wurde erbaut nach Plänen des Architekten Karl Strobel (1889–1966). Dieser hatte auch die erste Kirche der Pfarrei Heilig Geist (Höngg) und die Pfarrkirche von Stansstad entworfen. Am 26. September wurde die neu errichtete Kirche durch den Diözesanbischof Laurenz Matthias Vincenz eingesegnet. Per Dekret vom 22. Dezember 1937 trennte der Bischof die Erlösergemeinde von der Pfarrei St. Anton ab und ernannt sie zu einer eigenständigen Pfarrei.
1972 bis 1976 wurde das Untergeschoss durch den Architekten Benito Davi (1929–2008) umgestaltet. Die ursprüngliche Unterkirche wurde dabei in einen Pfarrsaal umgewandelt und als Ersatz dafür eine Kapelle eingerichtet. 1984 bis 1987 erfolgte eine Innensanierung der Kirche und im Jahre 1993 eine Aussensanierung. Im Zuge der Renovation von 1984 bis 1987 wurde auch der Kirchenvorplatz neu gestaltet.
Die Pfarrei Erlöser zählt 2‘561 Mitglieder (Stand 2021) und ist damit nach St. Martin (Fluntern), Maria Hilf (Leimbach) und Dreikönigen (Enge) die viertkleinste der 23 römisch-katholischen Stadtzürcher Kirchgemeinden.

## Baubeschreibung

### Kirchturm und Glocken

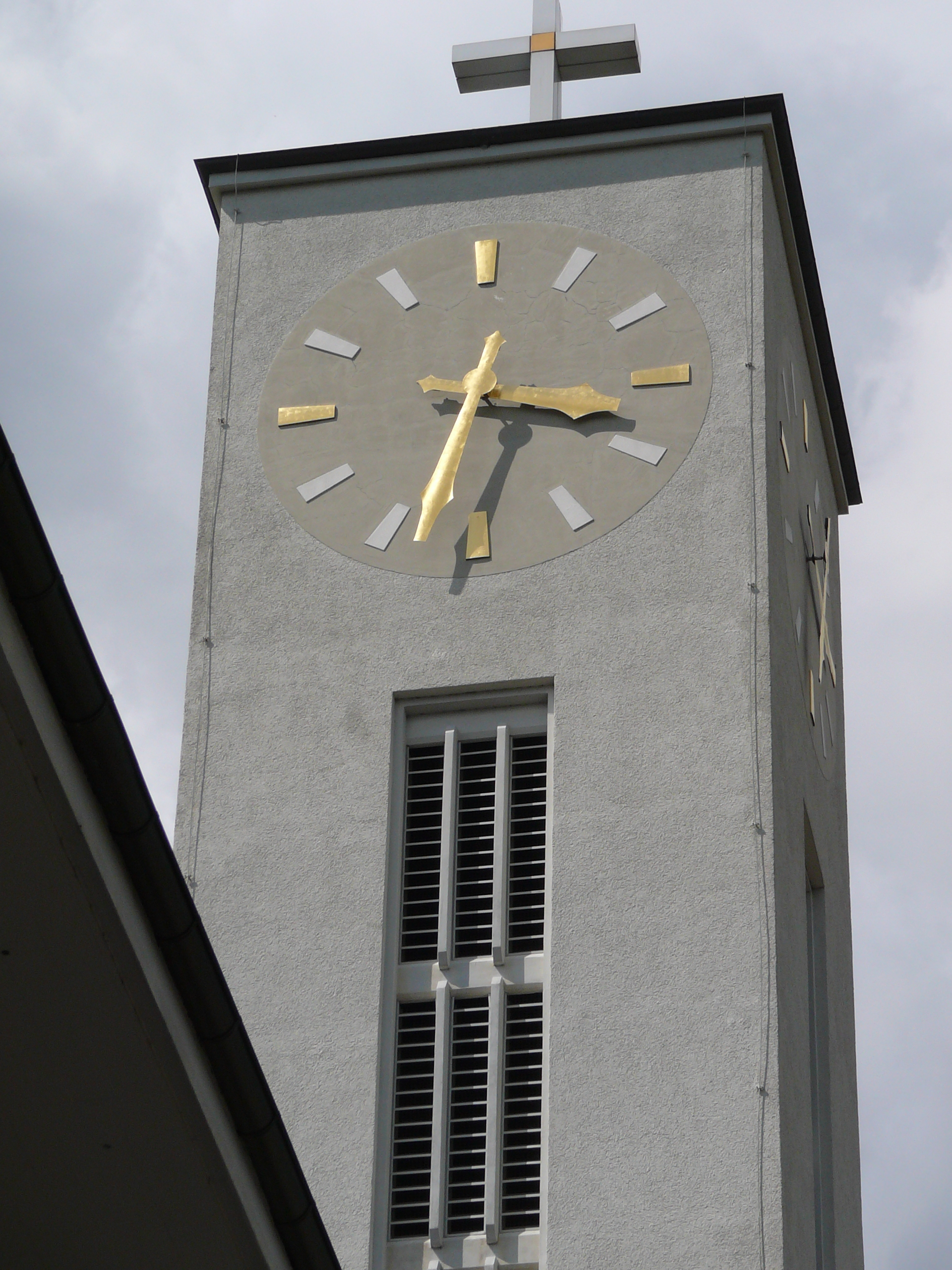
Der Kirchturm

Die Turmhöhe mit Kreuz beträgt 38 Meter. Am 25. Juni 1950 weihte der der Churer Bischof Christian Caminada die Glocken, die durch eine Sammelaktion finanziert wurden. Gegossen wurden sie im westfälischen Brilon von der Firma Albert Junker. Die geplante 6. Glocke (es′) kam aus unbekannten Gründen nicht zur Ausführung. Da das Geläute mit einer speziellen Legierung (Briloner Sonderbronze: Kupfer-Silicium-Legierung) gegossen wurde, stellt es eine Rarität in der Schweizer Glockenlandschaft dar.
| Glocke | Gewicht | Durchmesser | Schlagton | Widmung      |
| ------ | ------- | ----------- | --------- | ------------ |
| 1      | 4100 kg | 187 cm      | B°        | Erlöser      |
| 2      | 2430 kg | 157 cm      | des′      | Muttergottes |
| 3      | 1200 kg | 125 cm      | f′        | St. Rita     |
| 4      | 0720 kg | 103 cm      | a′        | Bruder Klaus |
| 5      | 0510 kg | 094 cm      | b′        | Schutzengel  |

### Aussen- und Innenraum

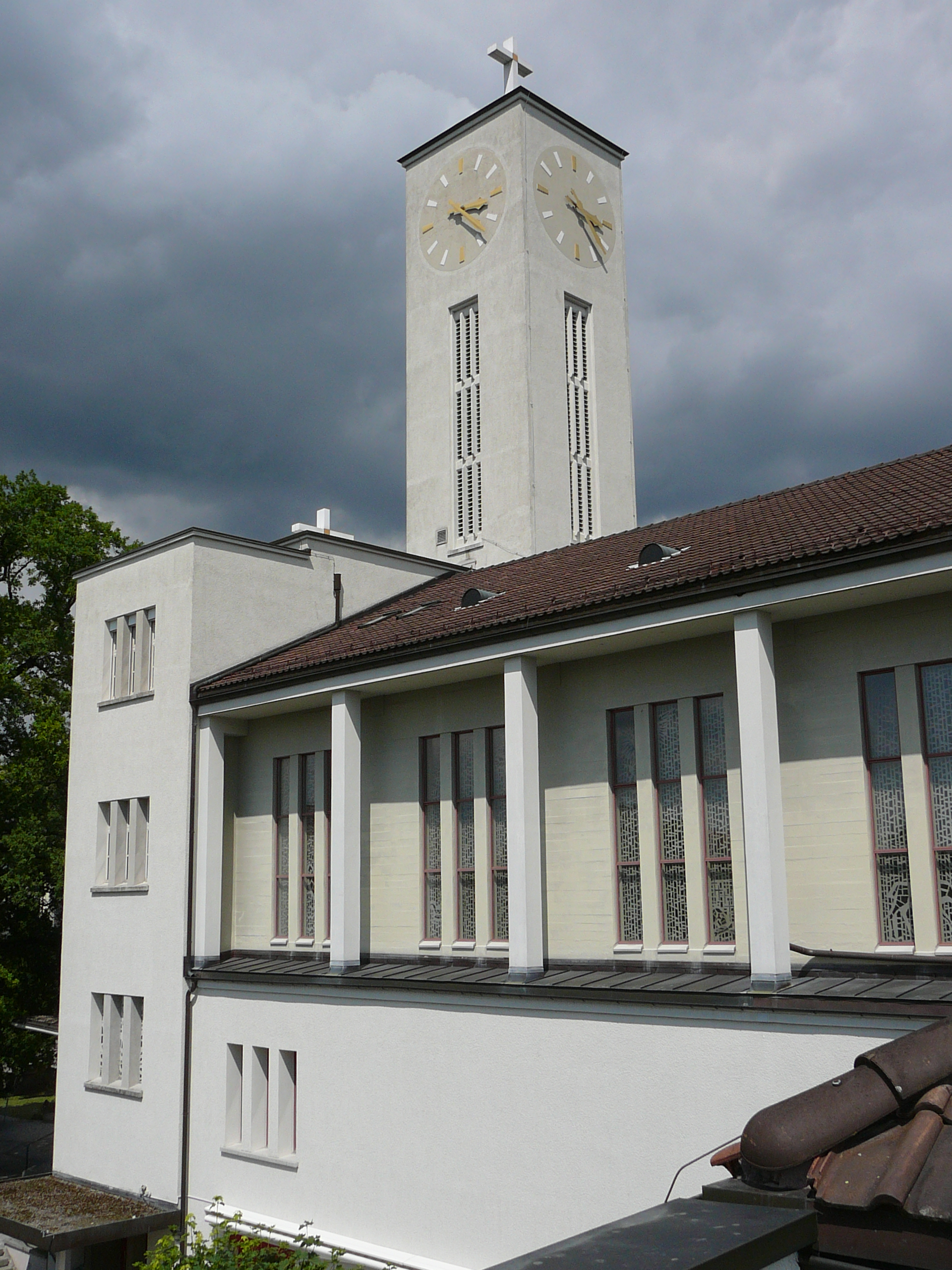
Seitenansicht mit einer der beiden Aussengalerien

Der Architekt Karl Strobel entwarf einen «betont schlichten Bau, der mit seinem hoch aufragenden Turm einen städtebaulichen Akzent setzt». Über eine hohe Treppe gelangt man zur Stirnwand der Kirche, in die ein grosses Fenster eingelassen ist, welches von drei Kreuzen auf dem Dach überhöht wird. Diese Kreuze symbolisieren den Kalvarienberg und verweisen auf das Patrozinium der Kirche, die Erlösung der Menschheit durch den Kreuzestod Christi. Die drei Eingangsportale stehen für die Trinität.
Die Kirche vermittelt den Eindruck einer Saalkirche, besitzt jedoch zwei niedrige Seitenschiffe, welche vom Langhaus durch sechseckige Pfeiler abgetrennt werden. Die Seitenwände der Kirche sind im Schnitt versetzt aufgebaut: Die Pfeiler, die im Innenraum die Seitenschiffe vom Längsschiff abgrenzen, setzen sich im Aussenraum über der Sockelwand fort und tragen das vorkragende Dach. Auf diese Weise entstehen im Aussenraum entlang der Seitenwände je eine Galerie. Im Innern besteht der Kirchenraum aus sieben annähernd gleichen Jochen, welche die sieben Sakramente symbolisieren.

### Ausstattung

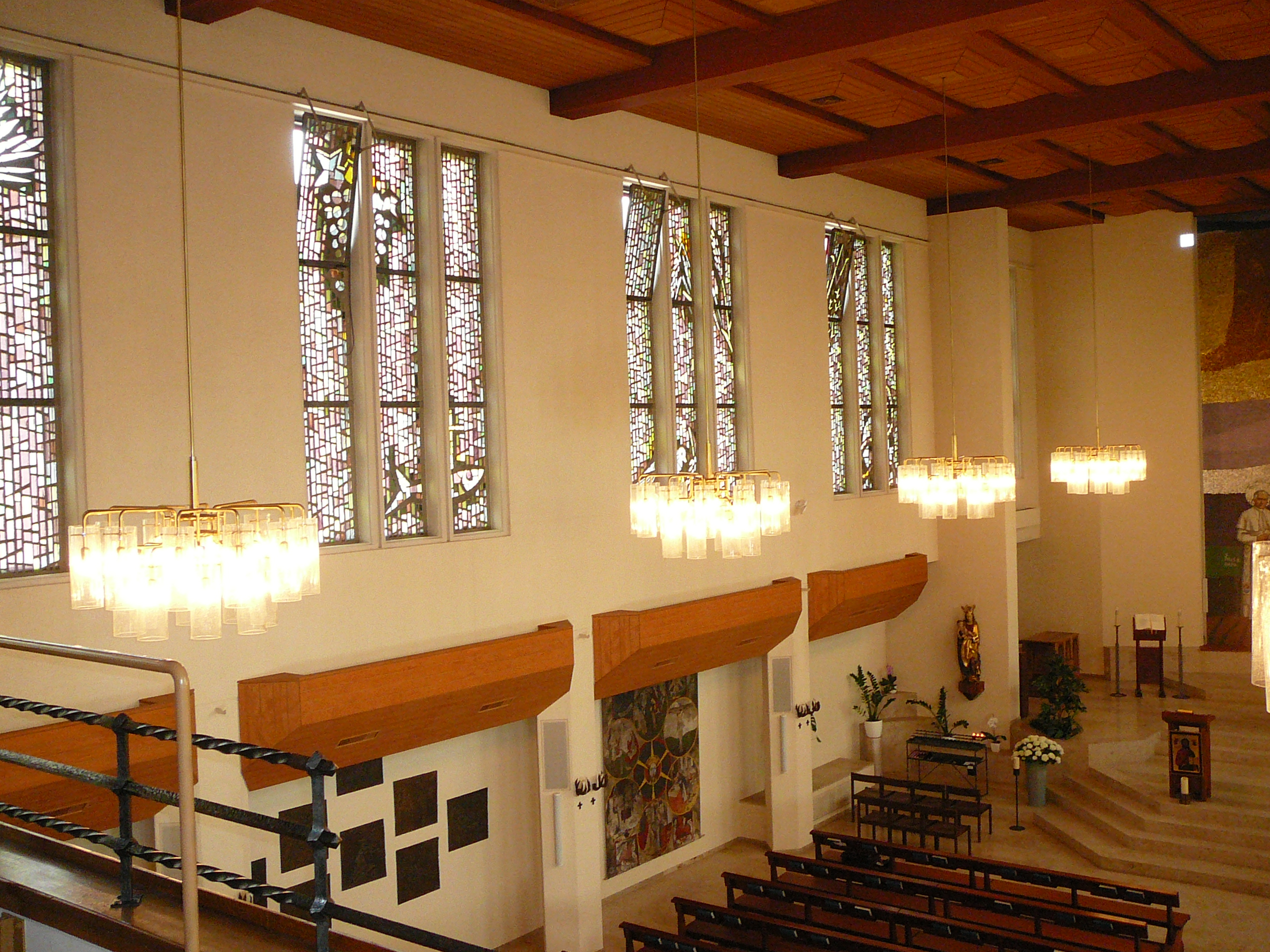
Innenansicht

Für die Ausgestaltung der Kirche konnten bedeutende Künstler gewonnen werden: Die Kreuzwegstationen aus Bronze gestaltete Toni Schneider-Manzell, Salzburg, der auch die Bronzeportale des Doms von Salzburg, des Speyerer Doms und Essener Münsters realisiert hatte. Ihm wird auch das grosse Mosaik an der Chorwand, das im Jahr 1963 geschaffen wurde, zugeschrieben. Es stellt Christus, den Erlöser dar, zu dessen Ehre die Kirche geweiht ist. Flankiert wird die Christusdarstellung auf der linken Seite durch jene von Papst Pius X. (1835–1914) und auf der rechten Seite durch eine vom Pfarrer von Ars (1786–1859) sowie von der Hl. Rita von Cascia (1381–1447).
Die Farbfenster aus dem Jahre 1964 stammen vom Westschweizer Künstler Paul Monnier. Dieser hatte auch die Glasfenster der Kirchen Dreikönigen (Enge), St. Konrad (Albisrieden), Sainte Famille (Hottingen) und Maria Frieden (Dübendorf) gestaltet. Die Fenster zeigen alte, grundlegende Bilder der christlichen Ikonografie (Hirsch, Friedenstaube, Fisch, Schiff, Regenbogen).
Im Rahmen der Innenrenovation 1984–1987 durch Architekt Benito Davi wurde anstelle der ursprünglichen Taufkapelle unter der Orgelempore ein Beichtzimmer eingebaut. Durch die Verwendung von Hölzern in warmen Tönen verlieh Benito Davi der Kirche einen freundlicheren Gestus und nahm so der Kirche ihren ursprünglich nüchternen Charakter des Architekturstils Neues Bauen. Im Rahmen dieser Innenrenovation wurden von Susana Polac (1915–1991), Avila (Spanien) auch ein neuer Tabernakel, ein Osterleuchter sowie ein Kerzenhalter gestaltet.

### Orgel

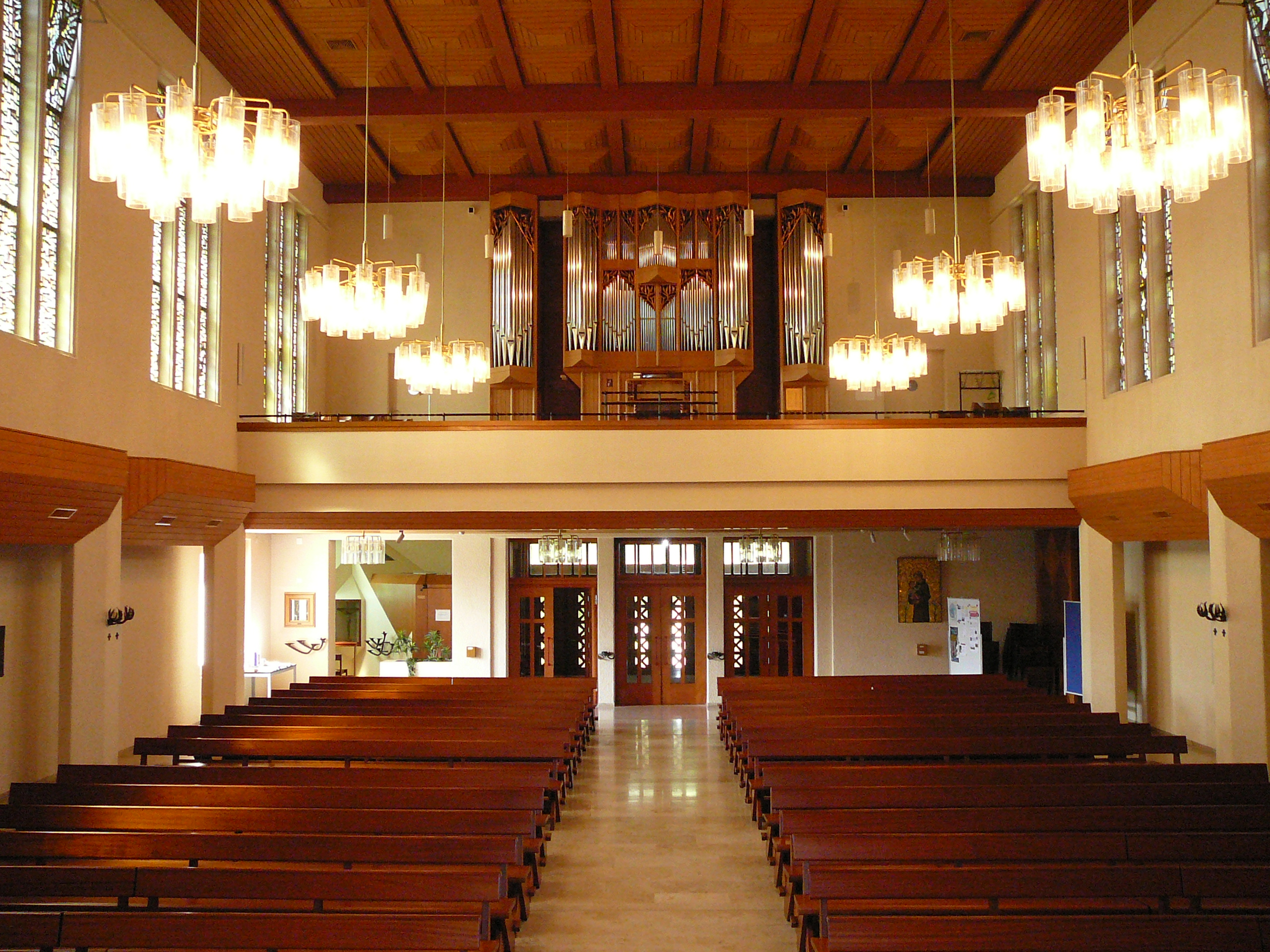
Blick zur Mathis-Orgel

Die erste Orgel der Kirche wurde von der Orgelbaufirma Gebrüder Späth, Rapperswil SG, erbaut. Gekauft wurde sie 1939 von der Thurgauer Gemeinde Sirnach. Sie hatte 23 Register und zwei Transmissionen. Beim Einbau wurde die Orgel mit neuen Windladen ausgestattet, der Spieltisch erneuert und in der Prospektmitte platziert. Anfang der Sechzigerjahre wurde die Orgel erneuert, wobei die Firma Späth das Instrument auf drei Manuale mit elektrischer Traktur und 36 Register erweiterte sowie den Spieltisch seitlich aufstellte.
Im Jahr 1956 erhielt die Kirche zudem eine Chororgel mit neun Registern, ebenfalls von der Firma Späth erbaut.
1986 wurde die erste Orgel im Anschluss an die umfassende Kirchensanierung durch einen Neubau mit 32 Registern von der Orgelbaufirma Mathis, Näfels, ersetzt. Luigi Ferdinando Tagliavini entwarf in Zusammenarbeit mit Max Lütolf die Werkdisposition. Den Prospekt gestalteten Andreas Heinzle und Benito Davi. Am 21. September 1986 wurde die neue Orgel eingeweiht.
Die Disposition der Orgel:
| I Hauptwerk C–g3 |       |
| Bourdon          | 16′   |
| Principal        | 8′    |
| Hohlflöte        | 8′    |
| Octave           | 4′    |
| Spitzflöte       | 4'    |
| Octave           | 2′    |
| Mixtur           | 1 ⁄3′ |
| Cornet           | 2 ⁄3′ |
| Trompete         | 8′    |

| II Schwellwerk C–g3 |       |
| Rohrflöte           | 8′    |
| Suavial             | 8′    |
| Pifaro              | 8′    |
| Principal           | 4′    |
| Flöte               | 4′    |
| Nasat               | 2 ⁄3′ |
| Flöte               | 2′    |
| Terz                | 1 ⁄3′ |
| Plein Jeu           | 2′    |
| Oboe                | 8′    |
| Tremulant           |       |

| III Oberwerk C–g3 |       |
| Gedackt           | 8′    |
| Rohrflöte         | 4′    |
| Principal         | 2′    |
| Quinte            | 1 ⁄3′ |
| Octave            | 1′    |
| Sesquialtera II   | 2 ⁄3′ |
| Krummhorn         | 8′    |

| Pedal C–f1 |     |
| Subbass    | 16′ |
| Principal  | 8′  |
| Gedackt    | 8′  |
| Oktave     | 4′  |
| Fagott     | 16′ |
| Trompete   | 8′  |

## Kapelle
Die Kapelle, die als Ersatz für die in einen grossen Pfarrsaal umgebaute Unterkirche erbaut wurde, erhielt als Schmuck im Jahr 1976 zwei Glasfenster des Künstlers Christoph Zünd, Guntershausen. Sie zeigen folgende Motive: „Wasser“, „Sonne“, „Mond und Sterne“. Von Zünd wurde auch der Tabernakel der Kapelle gestaltet. Der Corpus Christi aus dem Jahr 1981 stammt von Albert Wider (1910–1985), Widnau.